# Stowarzyszenie Umarłych Poetów
Stowarzyszenie Umarłych Poetów (ang. Dead Poets Society) – amerykański dramat filmowy z 1989 r. w reżyserii Petera Weira. Na podstawie scenariusza tego filmu Nancy H. Kleinbaum napisała książkę o takim samym tytule.

## Fabuła
Jest jesień roku 1959. Do szkoły z ogromnymi tradycjami przybywa nowy nauczyciel języka angielskiego John Keating. Gromadka młodych uczniów Akademii Weltona trafia pod jego opiekę. Keating dobrze zna realia Weltona – jest absolwentem tej szacownej instytucji. Akademii przyświecają cztery złote zasady: Tradycja, Honor, Dyscyplina i Doskonałość, będące zarazem synonimem bezdusznego systemu edukacji.
Ekscentryczny profesor wnosi w szacowne mury ekskluzywnej uczelni ducha poezji, miłości życia i, co najważniejsze, niechętnie tu widzianą umiejętność samodzielnego myślenia. Zainspirowani przez niego chłopcy odnawiają tytułowe Stowarzyszenie Umarłych Poetów – sekretny związek, w którym odkrywają piękno zapomnianych utworów, a także prawo do marzeń, wolności i buntu. Zasada Carpe diem – chwytaj dzień, chwytaj chwilę, zaczyna rządzić ich własnym życiem, zrywają z podwładną rolą potulnych dzieci swoich rodziców. Zaczynają realizować swoje marzenia, pragnienia. Neil zakochuje się w teatrze i pragnie zostać aktorem. Pomimo zakazu ze strony ojca występuje w sztuce Szekspira Sen nocy letniej. Gdy ojciec dowiaduje się o tym, zamierza usunąć go z Welton z myślą o zapisaniu go do Akademii Wojskowej. Neilowi sprawia to ból i tej samej nocy popełnia samobójstwo, by zachować swoją dojrzewającą tożsamość.
Keating jest oskarżony przez dyrekcję szkoły o spowodowanie tragedii i zostaje wyrzucony z pracy. Jego uczniowie jednak na zawsze czują się odmienieni. Keating zawsze chciał, by go nazywano „Kapitanem” – ze względu na wiersz Walta Whitmana pt. O Captain! My Captain! Tymi też słowami uczniowie żegnają swego niezwykłego nauczyciela.
W filmie pojawiają się fragmenty poezji takich twórców jak (obok Walta Whitmana): Alfred Tennyson, John Keats, George Gordon Byron, Abraham Cowley, Robert Herrick oraz Robert Frost.

Two roads diverged in a wood, and I – / I took the one less traveled by

Dwie drogi wiodły mnie przez las / Wybrałem tę, gdzie ludzi mniej
Robert Frost, The Road Not Taken

## Obsada
- Charles Dalton – Gale Hansen
- Neil Perry – Robert Sean Leonard
- John Keating – Robin Williams
- Knox Overstreet – Josh Charles
- Todd Anderson – Ethan Hawke
- Richard Cameron – Dylan Kussman
- Steven Meeks – Allelon Ruggiero
- Pan Nolan – Norman Lloyd
- Pan Perry – Kurtwood Smith
- Gerard Pitts – James Waterston
- Pani Perry – Carla Belver
- McAllister – Leon Pownall
- Dr Hager – George Martin
- Nauczyciel chemii – Joe Aufiery
- Hopkins – Matt Carey
- Joe Danburry – Kevin Cooney
- Chris Noel – Alexandra Powers
- Gloria – Melora Walters
- Tina – Welker White
- Steve – Steve Mathios

## Nagrody
Film zdobył szereg nagród filmowych. Najważniejszą z nich Oscara w kategorii najlepszy scenariusz oryginalny dla Toma Schulmana (1989). Film nominowany był w czterech kategoriach.
Film otrzymał też następujące nagrody:

- ASCAP Film and Television Music Awards 1990,
- BAFTA Awards 1990,
- Casting Society of America, USA 1990
- Cezar (Francja) – w 1991,
- David di Donatello Awards 1990,
- Golden Screen, Niemcy 1991,
- Guild of German Art House Cinemas 1991,
- Italian National Syndicate of Film Journalists 1990,
- Joseph Plateau Awards 1990,
- Political Film Society, USA 1990,
- 6. Warszawski Tydzień Filmowy 1990[3] – Zwycięzca Plebiscytu Publiczności,
- Young Artist Awards 1990.